# クリフジ
クリフジ（幼名及び繁殖名：年藤）は戦前を代表する日本の競走馬。生涯成績11戦11勝は、日本競馬における現在に至るまでの主要な競走（八大競走など）を含む最多全勝記録。1984年に顕彰馬に選出された。最強の牝馬と呼ばれた。

## 経歴
※馬齢は旧表記を用いる。
産まれたときに付けられた名（幼名あるいは血統名）は「年藤」だった。旧3歳のときセリ市に出され、栗林商船会長の栗林友二が「顔を見た時、これはいい馬だと思った」と4万円の一声で落札した。これは当時の東京優駿競走の1着賞金が1万円だったことを考えると相当高額であったが同じセリ市では年藤を上回る6万円の値がついた馬が2頭（トシシロ、ヒロサクラ）おり、また年藤の4万円には繁殖入り時の買戻し条件が含まれた金額であった。
年藤は尾形景造（尾形藤吉）厩舎に入厩して「クリフジ」と命名されデビューを目指していたが脚部不安があったため仕上がりが遅れ、1943年4月11日の横浜農林省賞典四歳呼馬には間に合わなかった。結局デビューしたのは5月16日の新呼馬競走（1800m）で、2着馬に1馬身差を付けて1分58秒0で勝利した。これは同馬にとって、最も少ない着差での勝利である。この時騎乗した騎手は若手の前田長吉で、その後もクリフジに騎乗し続けた。
その後は東京優駿競走（6馬身）、阪神優駿牝馬（10馬身）、京都農商省賞典四歳呼馬（大差・本レース及び、後の菊花賞における唯一の大差勝利記録）を勝ち変則クラシック三冠を達成した。ほかに横浜記念（10馬身）の勝鞍もあり、出走した11戦全勝でしかもそのうち7戦が着差10馬身以上という圧倒的な強さを誇った。特に東京優駿競走ではスタートで大きく出遅れの勝利で、このとき鞍上の前田はゴール前で他馬の脚音が全く聞こえなくなったので何かあったのではないかと気になり何度も後ろを振り返ったという。また、レース後の口取りで栗林はレース後なのにクリフジの息が全く乱れていなかったことに驚いたという。なお、牝馬による東京優駿（日本ダービー）の制覇はこの後2007年にウオッカが勝利するまでの64年間、現れることはなかった。
殆ど圧勝の連続だったクリフジに最も迫ったのは、デビュー戦で1馬身差で敗れたトシシロである。同馬は母にクレオパトラトマスを持つ良血馬でクリフジと同じく下総御料牧場の生産であり、またセリ市では前述のとおりクリフジを上回る6万円の値で落札された馬であった。トシシロは後に種牡馬として成功している。
デビュー戦を除けば最も迫ったのは1歳年上の菊花賞優勝馬でシンザンの母の父にあたるハヤタケだが3馬身差に詰め寄るのがやっとであり、殆どの馬はクリフジの影すら踏めなかった。他に比較的著名な馬との対戦は、これも6万円の値が付いていたヒロサクラ（京都農商省賞典四歳呼馬でクリフジの大差2着）などがいる。
1944年、能力検定競走となった横浜記念を勝ったクリフジは3週間後の帝室御賞典（春）に出走する予定だったが京都競馬場への輸送の際に風邪を引いて発熱してレースを回避。それを機にクリフジはそのまま引退し生まれ故郷の下総御料牧場へ戻り繁殖名「年藤」として繁殖牝馬となったが、1945年7月7日の千葉空襲を機に日高の牧場へ移された。
その後はオークスを親子2代で制覇したヤマイチを始め3頭の重賞勝利馬を輩出したが、1964年に老衰により25歳の生涯を閉じた。牝系（ファミリーライン）子孫は現在も残っており、後述の産駒のほかきさらぎ賞を優勝したサムソンビッグ、安田記念とスワンステークスを制覇したシモフサホマレ、名古屋優駿に勝利した笠松のシンプウライデン、2011年のNAR最優秀3歳牡馬であるオオエライジン、オオエライジンの妹で同じ2011年のNAR最優秀2歳牝馬であるエンジェルツイートなどが出ている。
雑誌「優駿」の企画で「日本競馬史上最強馬は?」というアンケートが競馬関係者に対して行われた。関係者からはシンザンやシンボリルドルフなど錚々たる名馬が挙げられる中で、シンボリルドルフを管理していた野平祐二調教師は迷わずクリフジの名を挙げていた。また、年配の競馬ファンの中にも史上最強馬にクリフジの名を挙げるものも多い。
なお主戦騎手の前田はその後陸軍に徴兵され敗戦後にシベリア抑留され、シベリアのチタ州にて1946年に23歳で没している。

## 競走成績
| 年月日 | 年月日 | 年月日 | 競馬場 | レース名               | 頭数 | 馬番 | 人気 | 着順 | 騎手     | 斤量 | 距離          | タイム    | 着差 | 勝ち馬/（2着馬） |
| 1943   | 5.     | 16     | 東京   | 新呼馬                 | 5    | 4    | 1人  | 1着  | 前田長吉 | 52   | 芝1800m（重） | 1:58 0/5  | 1身  | （トシシロ）     |
|        | 5.     | 30     | 東京   | 4歳呼馬                | 7    | 6    | 1人  | 1着  | 前田長吉 | 53   | 芝1600m（稍） | 1:42 2/5  | 大差 | （ミスセフト）   |
|        | 6.     | 6      | 東京   | 東京優駿競走           | 25   | 10   | 1人  | 1着  | 前田長吉 | 55.5 | 芝2400m（良） | R2:31 4/5 | 6身  | （キングゼヤ）   |
|        | 9.     | 25     | 阪神   | 古呼馬                 | 7    | 2    | 1人  | 1着  | 前田長吉 | 57   | 芝2400m（良） | 2:34 4/5  | 3身  | （ハヤタケ）     |
|        | 10.    | 3      | 京都   | 阪神優駿牝馬           | 10   | 8    | 1人  | 1着  | 前田長吉 | 57   | 芝2400m（良） | 2:34 0/5  | 10身 | （ミスセフト）   |
|        | 10.    | 23     | 京都   | 古呼馬                 | 11   | 11   | 1人  | 1着  | 前田長吉 | 63   | 芝2000m（良） | 2:07 0/5  | 10身 | （セリーライト） |
|        | 10.    | 31     | 京都   | 古呼馬                 | 5    | 2    | 1人  | 1着  | 前田長吉 | 62.5 | 芝2600m（良） | 2:53 1/5  | 10身 | （ホウトクヤマ） |
|        | 11.    | 14     | 京都   | 京都農林省賞典四歳呼馬 | 8    | 5    | 1人  | 1着  | 前田長吉 | 55.5 | 芝3000m（良） | 3:19 3/5  | 大差 | （ヒロサクラ）   |
| 1944   | 4.     | 23     | 東京   | 呼駈5歳牝馬            | 9    |      |      | 1着  | 前田長吉 | 60   | 芝1600m（稍） | 1:48 2/5  | 5身  | （ムラフト）     |
|        | 4.     | 30     | 東京   | 呼駈5歳                | 3    |      |      | 1着  | 前田長吉 | 58.5 | 芝2000m（良） | 2:17 2/5  | 10身 | （ツガル）       |
|        | 5.     | 7      | 東京   | 横浜記念（春）         | 3    |      |      | 1着  | 前田長吉 | 58.5 | 芝2400m（良） | R2:39 4/5 | 6身  | （ツガル）       |

- タイム欄のRはレコード勝ちを示す。
- 1944年は戦争激化により能力検定競走として施行されたため、馬券の発売はなし。
- 斤量の単位はkg。

## 主な産駒
- イチジヨウ - クモハタ記念。シモフサホマレの母。現存するクリフジの子孫は全てこの馬の子孫である[13]。
- ヤマイチ（繁殖名：朝藤） - 桜花賞、優駿牝馬、菊花賞3着。史上初の優駿牝馬母仔制覇を達成。だが現在子孫は残っていない。[14]
- ホマレモン - 金杯（東）天皇賞（春）2着、皐月賞5着

## 主な兄弟
- リヨウゴク（全兄） - 帝室御賞典（東京）、阪神記念、各古馬特ハン
- ハツピーマイト（全兄） - 帝室御賞典（秋）
- ワルド（繁殖名：鶴藤 全姉） - 阪神優駿牝馬3着

## 血統表
| クリフジ（繁殖名：年藤）の血統（ゲインズバラ系 / St. Simon5.5×6.6.5.6=15.63%、St.Frusquin4×5=9.38%、Hampton5×5=6.25%） | クリフジ（繁殖名：年藤）の血統（ゲインズバラ系 / St. Simon5.5×6.6.5.6=15.63%、St.Frusquin4×5=9.38%、Hampton5×5=6.25%） | クリフジ（繁殖名：年藤）の血統（ゲインズバラ系 / St. Simon5.5×6.6.5.6=15.63%、St.Frusquin4×5=9.38%、Hampton5×5=6.25%） | （血統表の出典）           | （血統表の出典） |
| 父 *トウルヌソル Tournesol 1922 鹿毛                                                                                   | 父の父Gainsborough 1915 鹿毛                                                                                           | Bayardo | Bay Ronald                 | Bay Ronald       |
| 父 *トウルヌソル Tournesol 1922 鹿毛                                                                                   | 父の父Gainsborough 1915 鹿毛                                                                                           | Bayardo | Galicia                    |                  |
| 父 *トウルヌソル Tournesol 1922 鹿毛                                                                                   | 父の父Gainsborough 1915 鹿毛                                                                                           | Rosedrop | St.Frusquin                | St.Frusquin      |
| 父 *トウルヌソル Tournesol 1922 鹿毛                                                                                   | 父の父Gainsborough 1915 鹿毛                                                                                           | Rosedrop | Rosaline                   |                  |
| 父 *トウルヌソル Tournesol 1922 鹿毛                                                                                   | 父の母Soliste 1910 | Prince William | Bill of Portland           | Bill of Portland |
| 父 *トウルヌソル Tournesol 1922 鹿毛                                                                                   | 父の母Soliste 1910 | Prince William | La Vierge                  |                  |
| 父 *トウルヌソル Tournesol 1922 鹿毛                                                                                   | 父の母Soliste 1910 | Sees | Chesterfield               | Chesterfield     |
| 父 *トウルヌソル Tournesol 1922 鹿毛                                                                                   | 父の母Soliste 1910 | Sees | La Goulue                  |                  |
| 母 賢藤 1926 栗毛 | 母の父*チヤペルブラムプトン Chapel Brampton 1912 栗毛                                                                  | Beppo | Marco                      | Marco            |
| 母 賢藤 1926 栗毛 | 母の父*チヤペルブラムプトン Chapel Brampton 1912 栗毛                                                                  | Beppo | Pitti                      |                  |
| 母 賢藤 1926 栗毛 | 母の父*チヤペルブラムプトン Chapel Brampton 1912 栗毛                                                                  | Mesquite | Sainfoin                   | Sainfoin         |
| 母 賢藤 1926 栗毛 | 母の父*チヤペルブラムプトン Chapel Brampton 1912 栗毛                                                                  | Mesquite | St.Silave                  |                  |
| 母 賢藤 1926 栗毛 | 母の母種光 1919 栗毛                                                                                                   | *ラシカッター Rushcutter                                                                                               | Persimmon                  | Persimmon        |
| 母 賢藤 1926 栗毛 | 母の母種光 1919 栗毛                                                                                                   | *ラシカッター Rushcutter                                                                                               | Curtstone                  |                  |
| 母 賢藤 1926 栗毛 | 母の母種光 1919 栗毛                                                                                                   | 第二アストニシメント                                                                                                   | *インタグリオー            | *インタグリオー  |
| 母 賢藤 1926 栗毛 | 母の母種光 1919 栗毛                                                                                                   | 第二アストニシメント                                                                                                   | *アストニシメント F-No.7-c |                  |